# Kompania graniczna KOP „Olhomel”

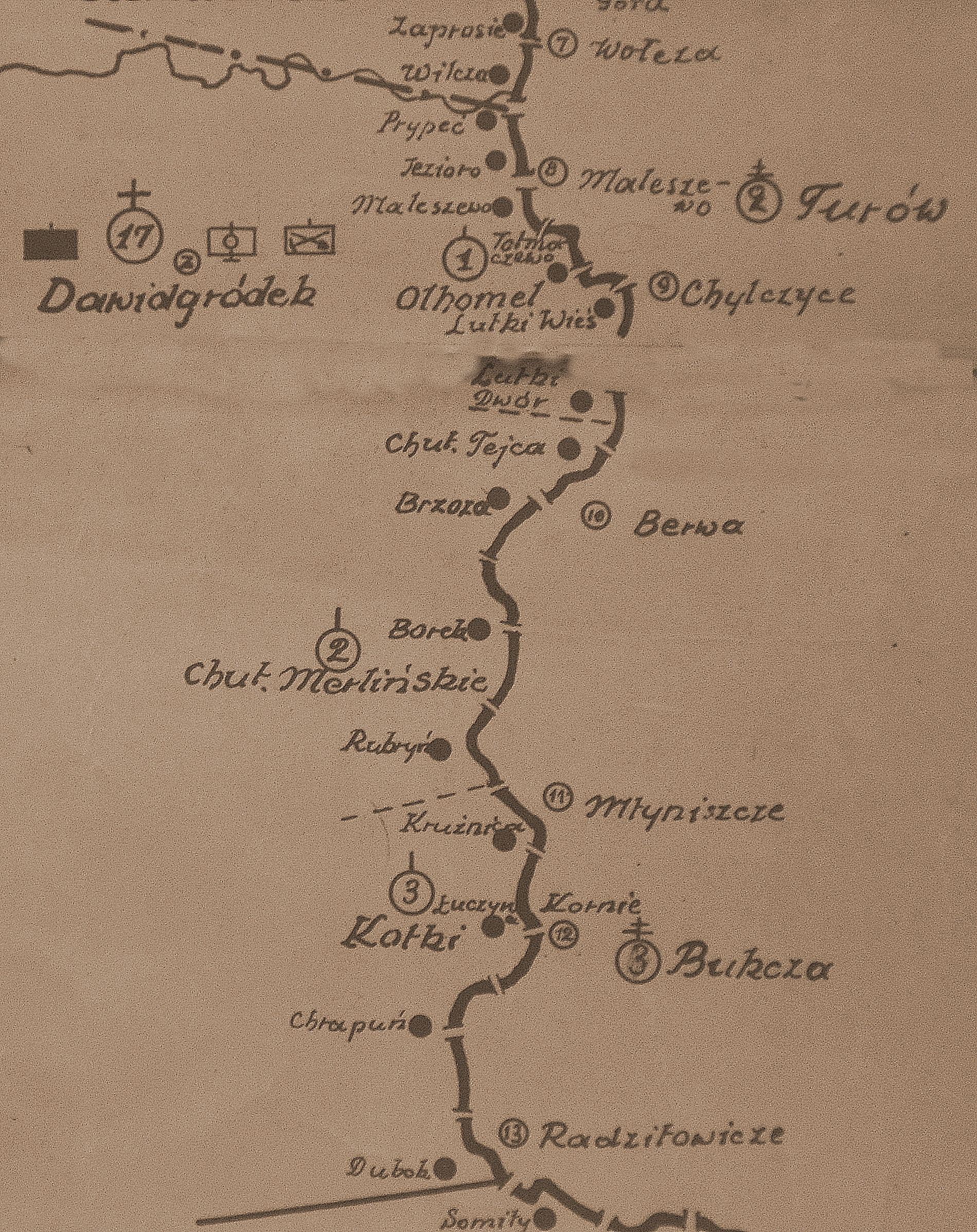
Rozmieszczenie batalionu KOP „Dawidgródek” w 1931

Kompania graniczna KOP „Olhomel” – pododdział graniczny Korpusu Ochrony Pogranicza pełniący służbę ochronną na granicy polsko-radzieckiej.

## Formowanie i zmiany organizacyjne
Na podstawie rozkazu Ministra Spraw Wojskowych nr 1600/tjn./O.de B/25, w drugim etapie organizacji Korpusu Ochrony Pogranicza, w terminie do 1 marca 1925 sformowano 17 batalion graniczny , a w jego składzie 1 kompanię graniczną KOP. W listopadzie 1936 kompania liczyła 2 oficerów, 10 podoficerów, 6 nadterminowych i 120 żołnierzy służby zasadniczej.
W 1939 1 kompania graniczna KOP „Olhomel” podlegała dowódcy batalionu KOP „Dawidgródek”.

## Budynek dowództwa i odwodu kompanii
Budynek odwodu kompanijnego wybudowany został przez spółkę „Skę Inżynierów Kijowskich” i przekazany w użytkowanie KOP 20 kwietnia 1926. Osadzony był na zrębie fundamentowym z kamienia, ściany z beli sosnowych bez tynków i malowania. Dach pokryty był blachą żelazną ocynkowaną. Podłogi wykonane z desek oheblowanych i pogruntowanych. Okna z okuciami, oszklone, z ramami zimowymi i letnimi. Kominy murowane i otynkowane, ogrzewanie piecowe.

## Służba graniczna
Podstawową jednostką taktyczną Korpusu Ochrony Pogranicza przeznaczoną do pełnienia służby ochronnej był batalion graniczny. Odcinek batalionu dzielił się na pododcinki kompanii, a te z kolei na pododcinki strażnic, które były „zasadniczymi jednostkami pełniącymi służbę ochronną”, w sile półplutonu. Służba ochronna pełniona była systemem zmiennym, polegającym na stałym patrolowaniu strefy nadgranicznej i tyłowej, wystawianiu posterunków alarmowych, obserwacyjnych i kontrolnych stałych, patrolowaniu i organizowaniu zasadzek w miejscach rozpoznanych jako niebezpieczne, kontrolowaniu dokumentów i zatrzymywaniu osób podejrzanych, a także utrzymywaniu ścisłej łączności między oddziałami i władzami administracyjnymi. Miejscowość, w którym stacjonowała kompania graniczna, posiadała status garnizonu Korpusu Ochrony Pogranicza.
1 kompania graniczna „Olhomel” w 1934 ochraniała odcinek granicy państwowej szerokości 23 kilometrów 040 metrów. Po stronie sowieckiej granicę ochraniały zastawy „Maleszewo” i „Chylczyce” z komendantury „Turów” .
Kompanie sąsiednie:
- 1 kompania graniczna KOP „Pieszczaniki” ⇔ 2 kompania graniczna KOP „Chutory Merlińskie” – 1928[8], 1929[9], 1931[7] , 1932[10], 1934[11], 1938[12]

## Struktura organizacyjna
Strażnice kompanii w latach 1928 – 1934 
- strażnica KOP „Prypeć”
- strażnica KOP „Jezioro”
- strażnica KOP „Maleszewo”[c]
- strażnica KOP „Tołmaczewo”[d]
- strażnica KOP „Łutki Wieś”[e] (Lutki Wieś[7] )
- strażnica KOP „Łutki Dwór”[f] (Lutki Dwór[7] )

Strażnice kompanii w 1938  i 17 września 1939
- strażnica KOP „Prypeć”
- strażnica KOP „Maleszewo”
- strażnica KOP „Tołmaczewo”
- strażnica KOP „Łutki Wieś”

## Dowódcy kompanii
- kpt. Mieczysław Tubilewicz (12 X 1929 - 20 III 1931 → 14 pp)[g]
- kpt. Kazimierz Zaborszczyk (do IX 1939[16] → dowódca 1/97 pp)